# 아프로·유라시아
아프로유라시아(Afro-Eurasia, Afroeurasia) 또는 유라프라시아(Eurafrasia)는 구대륙으로 간주되는 아시아, 유럽, 아프리카 대륙의 통합 명칭이다. 아프로-유라시아를 하나의 대륙으로 취급할 경우 세계에서 가장 큰 대륙으로 인류의 약 85%가 살고 있다. 수에즈 운하를 경계로 아프리카와 유라시아의 두 대륙으로 다시 나눌 수 있다. 역사학자들은 유라시아-북아프리카와 사하라 이남 아프리카로 나누기도 한다. 지질학자들은 이 대륙이 하나의 단일한 공통된 지질학적 역사를 가지고 있지 않는 이질적인 대륙이라고 인식하고 있다.
때로는, 지정학에서 특히 세계도(世界島)라고 언급하기도 한다. 구세계는 아프리카-유라시아와 그 주변의 섬들을 포함한다.

## 같이 보기
- 아시아의 지리
- 유럽의 지리
- 북아프리카
- 사하라 이남 아프리카
- 구대륙
- 신대륙
- 아시아 태평양
- 아프로유라시아 태평양